# Charo López
María del Rosario López Piñuelas coneguda artísticament com a Charo López (Salamanca, 28 d'octubre de 1943) és una actriu espanyola.

## Biografia

### Començaments
Mentre estudia Filosofia i Lletres a la seva ciutat natal participa en diverses funcions de teatre universitari. La seva incipient vocació artística troba llit professional amb les pel·lícules Ditirambo, de Gonzalo Suárez i El hueso, d'Antonio Giménez-Rico en 1967.
Cursa estudis en la Escola Oficial de Cinema i perfecciona la seva tècnica teatral alhora que treballa en nombrosos espais dramàtics de Televisió Espanyola i en sèries com Los camioneros, de Mario Camus i El pícaro, de Fernando Fernán Gómez.
El seu pas pel cinema al començament de la dècada de 1970 es redueix al spaghetti western (El sol bajo la tierra, El bandido Malpelo) i pel·lícules d'escassa projecció que únicament ressalten la seva fotogenia i la seva rotunda bellesa. Luis Buñuel aprova la seva participació en La Voie Lactée (1969), però el sindicat d'actors francès ho impedeix per tractar-se d'una actriu desconeguda.
La seva col·laboració amb Gonzalo Suárez continua a El extraño caso del doctor Fausto (1969), La Regenta (1974) i Parranda (1977).

### Los gozos y las sombras
El seu alt reconeixement no arriba fins a 1980 amb un paper secundari en la sèrie de televisió Fortunata y Jacinta, de Mario Camus, i especialment, ja en plena maduresa, gràcies al personatge de Clara Aldán a Los gozos y las sombras, sèrie d'èxit basada en la novel·la homònima de Gonzalo Torrente Ballester.
Posteriorment, encadena treballs rellevants per al cinema: La colmena i La vieja música, de Camus; Los paraísos perdidos, de Basilio Martín Patino; Tiempo de silencio, de Vicente Aranda i Lo más natural, de Josefina Molina. Gonzalo Suárez torna a dirigir-la en la sèrie Los pazos de Ulloa i a les pel·lícules Epílogo, Don Juan en los infiernos i El detective y la muerte. Encara que no accepta el paper que Pedro Almodóvar li ofereix a Matador (1986), sí apareix a Kika en 1993.
En 1997 estrena Secretos del corazón, pel·lícula de Montxo Armendáriz candidata a l'Oscar de Hollywood per la qual aconsegueix el Premi Goya a la millor actriu de repartiment. Després interpreta papers breus a Plenilunio, d'Imanol Uribe o Tiempos de azúcar, de Juan Luis Iborra i protagonitza Nudos i La soledad era esto.

### Teatre
Entre 1987 i 1989 realitza una gira teatral a l'Argentina amb els muntatge Hay que deshacer la casa i Una jornada particular. Des de llavors, com a actriu i productora, es decanta per obres que potenciïn la seva vis còmica, entre elles Tengamos el sexo en paz i Carcajada salvaje, representades en diferents etapes des de la dècada de 1990. Així mateix protagonitza Los puentes de Madison, Memorias de Sarah Bernhardt i El otro lado.
Charo López es va casar en dues ocasions, amb el crític, escriptor i cineasta Jesús García de Dueñas (1965-1971) i amb n el periodista Carlos Gabetta (1988-1993).

## Filmografia parcial
- Los paraísos perdidos (1965)
- Plan Jack cero tres (1967)
- El hueso (1967)
- La vida sigue igual (1969)
- Ditirambo (1969)
- El extraño caso del doctor Fausto (1969)
- Pastel de sangre (1971)
- Me enveneno de azules (1971)
- El bandido Malpelo (1971)
- La guerrilla (1972)
- El sol bajo la tierra (1972)
- Don Yllán, el mágico de Toledo (1973)
- La leyenda del alcalde de Zalamea (1973)
- Las estrellas están verdes (1973)
- La Regenta (1974) de Gonzalo Suárez
- Madres solteras (1975)
- La Raulito en libertad (1975)
- Largo retorno (1975)
- Las cuatro novias de Augusto Pérez (1976)
- Manuela (1976)
- El límite del amor (1976)
- Ah sì? E io lo dico a Zzzzorro! (1976)
- Luto riguroso (1977)
- Parranda (1977)
- Los placeres ocultos (1977)
- Der Tiefstapler (1978)
- Adiós, querida mamá (1980)
- Historias de mujeres (1980)
- El gran secreto (1980)
- Tres mujeres de hoy (1980)
- Anima - Symphonie phantastique (1981)
- De camisa vieja a chaqueta nueva (Rafael Gil, 1982)
- Adulterio nacional (1982)
- La colmena (Mario Camus, 1982)
- L'home ronyó, (1983)
- Atrapado (1983)
- Interior roig (1983)
- Zama (1984)
- Epílogo (1984)
- Últimas tardes con Teresa (1984)
- Crimen en familia (1985)
- La vieja música (1985)
- Los paraísos perdidos (1985)
- Tiempo de silencio (1986)
- El rey del mambo (1989)
- Cómo levantar 1000 kilos (1991)
- Lo más natural (1991)
- Don Juan en los infiernos (1991)
- La fiebre del oro (1993])
- Kika (Pedro Almodóvar, 1993)
- El día nunca, por la tarde (1994)
- El detective y la muerte (1994)
- Pasajes (1996)
- Secretos del corazón (Montxo Armendáriz, 1997)
- Plenilunio (Imanol Uribe, 1999)
- Tiempos de azúcar (Juan Luis Iborra, 2001)
- La soledad era esto (2002)
- Nudos (2003)
- Las llaves de la independencia (2004)
- Habitación en alquiler (2006)
- Rey Gitano (2015)

## Televisió
- Fugitiva (2018)
- Cuéntame cómo pasó (2016-)
- Camera café
  - 10 de novembre de 2008
- Clase media (1987)
- La Voz humana
  - Eh, Joe (1 d'agost de 1986)
- Los pazos de Ulloa (1985)
- La máscara negra
  - Un baile de máscaras (21 de maig de 1982)
- Los gozos y las sombras (1982)
- Fortunata y Jacinta (1980)
- Curro Jiménez
  - La mujer de negro (9 de maig de 1977)
- Este señor de negro
  - Carola (19 de novembre de 1975)
- El quinto jinete
  - La familia Vourdalak (20 d'octubre de 1975)
- Silencio, estrenamos
  - 14 d'agost de 1974 (14 d'agost de 1974)
- Noche de teatro
  - Águila de blasón (17 de maig de 1974)
- Los Libros
  - Cuentos de Giovani Bocaccio (4 de març de 1974)
  - El club de los suicidas (7 de desembre de 1977)
- El pícaro (1974)
  - Capítulo 7: De los sucesos que presenció Lucas una agitada noche en casa de un doctor
- Juan y Manuela (1974)
- Los camioneros
  - Ida y vuelta por el mismo camino (14 de gener de 1974)
- Novela
  - La prima Phillis (12 de març de 1973)
  - Amor de perdición (28 de maig de 1973)
  - Nada menos que todo un hombre (31 de gener de 1977)
- Tres eran tres (1972-73)
- Historias de Juan Español
  - 27 de setembre de 1972
- Ficciones
  - Gradiva (20 de gener de 1972)
  - El misterio de la carretera de Cintra (2 de març de 1972)
  - En defensa de un derecho (14 de abril de 1973)
  - Crimen pasional casi perfecto (22 de setembre de 1973)
  - El rey y la reina (17 de juny de 1974)
  - La saga de Maruxa Canido (29 de juliol de 1974)
- Las doce caras de Eva
  - Sagitario (5 de gener de 1972)
- Teatro breve
  - El observatorio (2 d'octubre de 1971)
- Cuentos y leyendas
  - Tarde llega el desengaño (13 de març de 1969)
  - Ópera en Marineda (14 de gener de 1975)
  - Don Yllán, el Mágico de Toledo (21 de gener de 1975)
  - Los tres maridos burlados (31 d'octubre de 1975)
- Doce cuentos y una pesadilla
  - Por favor, compruebe el futuro (16 de setembre de 1967)
- Los Encuentros
  - Juego escondido (5 d'agost de 1967)
- Estudio 1
  - Carlota (15 de diciembre de 1965)
  - El alcalde de Zalamea (26 de març de 1968)
  - El caballero de Olmedo (29 d'octubre de 1968)
  - Bodas de cobre (11 de febrer de 1972)
  - La hidalga limosnera (31 de març de 1972)
  - La muerte de un viajante (10 de novembre de 1972)
  - La zorra y las uvas (16 de juny de 1975)
  - Mesas separadas (23 de setembre de 1979)
  - Maribel y la extraña familia (16 de març de 1980)
  - Los padres terribles (5 d'octubre de 1980)

## Teatre
- Ojos de agua (Adaptació de La Celestina, 2014)
- La laguna dorada (2014)
- Carcajada salvaje (2011)
- El otro lado (2008)
- Tengamos el sexo en paz (2006-2007)
- El infierno (2005)
- Las memorias de Sarah Bernhardt (2003)
- Los puentes de Madison (2002)
- Tengamos el sexo en paz (1995-1999)
- Carcajada salvaje (1994-1995)
- Hay que deshacer la casa (1988)
- Una jornada particular (1987)
- Los japoneses no esperan (1979)[5]
- La marquesa Rosalinda (1970)
- El condenado por desconfiado (1970)
- Los lunáticos (¿?)
- La paz (¿?)

## Premis i candidatures
Premis Goya
| Any  | Categoria                                    | Pel·lícula           | Resultat   |
| ---- | -------------------------------------------- | -------------------- | ---------- |
| 1990 | millor interpretació femenina protagonista   | Lo más natural       | Candidata  |
| 1997 | millor interpretació femenina de repartiment | Secretos del corazón | Guanyadora |

Fotogramas de Plata
| Any  | Categoria                     | Treball                                                 | Resultat   |
| ---- | ----------------------------- | ------------------------------------------------------- | ---------- |
| 1975 | Millor intèrpret de televisió | Cuentos y leyendas                                      | Guanyadora |
| 1982 | Millor intèrpret de televisió | Los gozos y las sombras                                 | Guanyadora |
| 1984 | Millor actriu de cinema       | Epílogo Últimas tardes con Teresa                       | Candidata  |
| 1985 | Millor actriu de cinema       | Crimen en familia La vieja música Los paraísos perdidos | Candidata  |
| 1997 | Millor actriu de teatre       | Tengamos el sexo en paz                                 | Guanyadora |
| 2014 | Tota una vida                 | Tota una vida                                           | Guanyadora |

Medalles del Cercle d'Escriptors Cinematogràfics
| Any  | Categoria             | pel·lícula | Resultat   |
| ---- | --------------------- | ---------- | ---------- |
| 1968 | Premi Antonio Barbero | El hueso   | Guanyadora |

Unión de Actores
| Any  | Categoria                                 | Trabajo              | Resultat   |
| ---- | ----------------------------------------- | -------------------- | ---------- |
| 1997 | millor interpretació secundària de cinema | Secretos del corazón | Guanyadora |

Premis Sant Jordi de Cinema
| Any  | Categoria                           | Resultat   |
| ---- | ----------------------------------- | ---------- |
| 2009 | Premi a la trajectòria professional | Guanyadora |

TP d'Or
| Any  | Categoria     | Sèrie de televisió      | Resultat   |
| ---- | ------------- | ----------------------- | ---------- |
| 1985 | Millor actriu | Los pazos de Ulloa      | Guanyadora |
| 1982 | Millor actriu | Los gozos y las sombras | Guanyadora |
| 1975 | Millor actriu | Cuentos y leyendas      | Guanyadora |

Altres
- Premi del sindicat cinematogràfic per La Regenta (1974).
- Premi Ercilla de teatre pel seu treball en Hay que deshacer la casa (1989).
- Premi Cartellera Túria de teatre pel seu treball en Tengamos el sexo en paz (1997).
- Golden l'Índia Catalina a la millor actriu de repartiment en el Festival de Cartagena d'Índies (1998).
- Camaleó d'honor del Festival Internacional de Cinema Inèdit d'Islantilla (2007).
- Medalla d'Or al Mèrit en les Belles Arts (2008).
- Premi Nacional de Cinematografia Nacho Martínez del Festival Internacional de Cinema de Gijón (2010).
- Premi Ercilla (2011)
- Trofeu ALCINE a la millor interpretació femenina 2012 per "La media vuelta"